# Государственный выставочный зал-музей «Наследие»
Госуда́рственный вы́ставочный зал-музе́й «Насле́дие» — выставочный зал и музей в 1997—2014 годах, единственный зал со статусом музея[значимость факта?] в Южном административном округе города Москвы,район Бирюлево Восточное,6 микрорайон Загорья ныне — галерея «Загорье» в составе «Выставочные залы Москвы».

## Описание
Фонд музея насчитывал около 400 экспонатов — живописные, графические, скульптурные работы и произведения декоративно-прикладного искусства — и ежегодно пополнялся работами современных художников и художников-фронтовиков, которые передавались безвозмездно.
Основу фонда составляли работы Ильи Абелевича Лукомского и члена Союза художников СССР Бориса Тихоновича Рождественского — более 200 работ. Также здесь выставлялись работы С. Зайчика, А. Сунцова. Музей вёл исследовательскую работу по сохранению творческого наследия художников — участников Великой Отечественной войны.
Состоял из трёх помещений площадью 335 м² в одноэтажном здании (другая часть которого занята библиотекой): два экспозиционных зала и галерея. Также при нём находились архив и запасники. Экспозиции музея и выставочного зала менялись каждый месяц.
Ежегодно проводились фестивали детского творчества.

## История
Основан в 1997 году в Южном административном округе города Москвы в районе Бирюлёво Восточное согласно Постановлению № 676 Правительства Москвы от 16 сентября 1997 года. После вхождения в состав объединения «Выставочные залы Москвы», переименован в галерею «Загорье», которая специализируется на фотопроектах.

## Руководители
- 1998–2002 годы — М. П. Кузьмичёв
- 2002–2006 годы — Н. Н. Земсков
- 2006–2010 годы — Н. Е. Евдокимов
- 2010–2014 годы — Алексей Викторович Лобов